# Cytaea mitellata
Cytaea mitellata là một loài nhện trong họ Salticidae.
Loài này thuộc chi Cytaea. Cytaea mitellata được Tord Tamerlan Teodor Thorell miêu tả năm 1881.